# Onze-Lieve-Vrouw-van-Smartenkapel (Sittard)
De Onze-Lieve-Vrouw-van-Smartenkapel is een kapel in Sittard in de Nederlands Zuid-Limburgse gemeente Sittard-Geleen. De kapel staat onder twee bomen aan de kruising van de Molenaarlaan met de Eeckerweg op de Kollenberg ten zuidoosten van de stad.
Op ongeveer 230 meter naar het noordwesten staat de Sint-Rosakapel.
De kapel is gewijd aan Maria, specifiek aan Onze-Lieve-Vrouw van Smarten.

## Geschiedenis
In 2007 werd de kapel gerestaureerd.

## Bouwwerk
De bakstenen kapel is een niskapel is opgetrokken op een rechthoekig plattegrond en wordt gedekt door een hardstenen zadeldak. Op de hoeken van de frontgevel zijn er aan de zijkanten en voorzijde hardstenen platen aangebracht. In de frontgevel bevindt zich de rondboogvormige nis, omlijst met hardsteen en bekroond met een hardstenen kruis in de gevel. De nis wordt afgesloten met een ijzeren hekje en plexiglas en is van binnen wit gestuukt. In de nis staat een Mariabeeld en toont een piëta van Maria met op haar schoot de dode Jezus.